# Trollí kříž

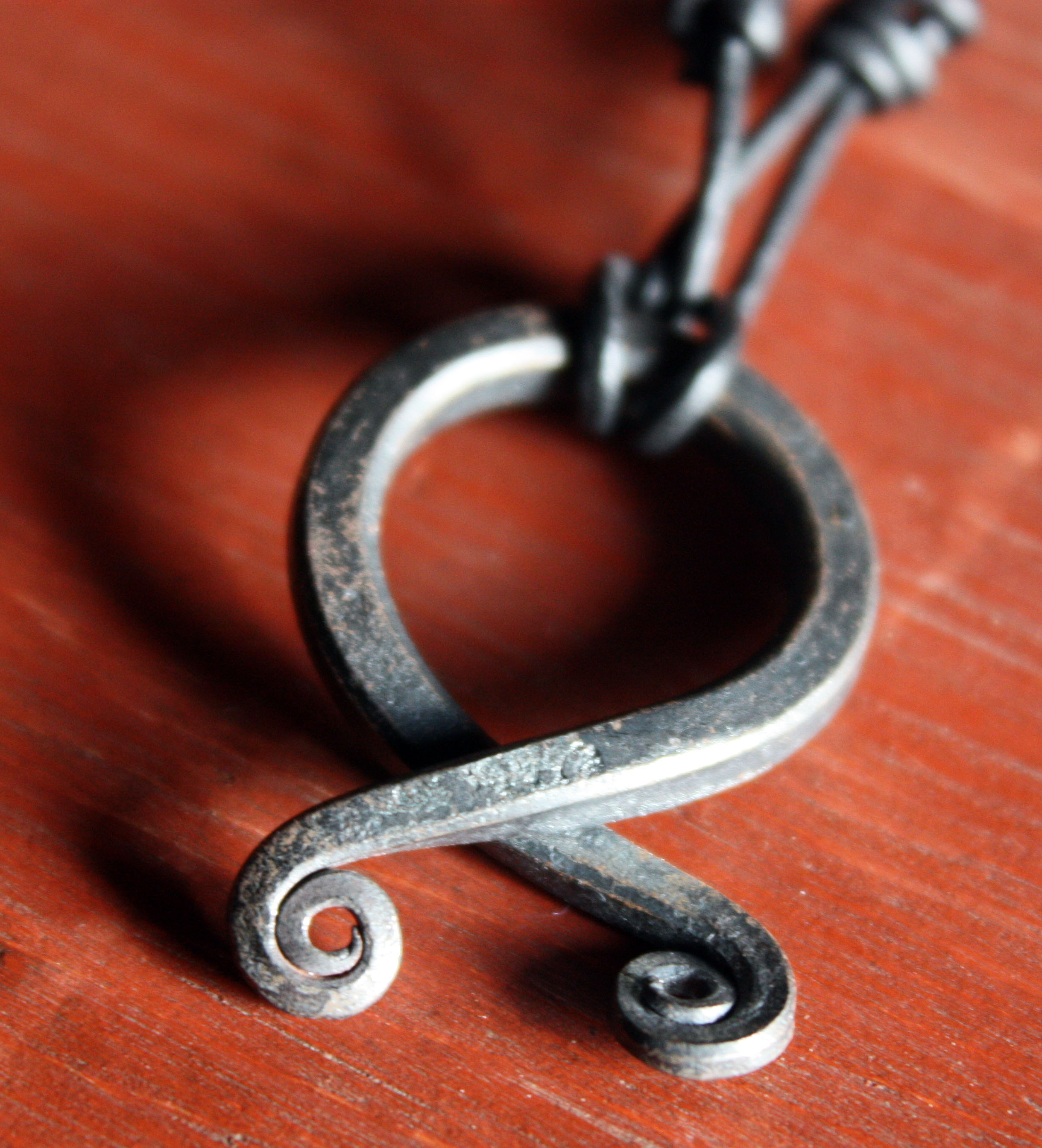
Ručně kovaný trollí kříž

Trollí kříž (trollkors, anglicky troll cross) je symbol, respektive předmět, známý zejména ve Švédsku a v Norsku, oblíbený je zvlášť u moderních novopohanů. Běžně bývá zhotovován z kovového materiálu a nošen jako ochranný amulet, údajně proto, aby odvracel škodlivou magii nebo nadpřirozené temné síly (trolly, bytosti ze severské mytologie). Ačkoli bývá běžně považován za součást švédského folklóru a někdy se usuzuje, že se již používal v době vikinské, ve skutečnosti se poprvé objevil až ve 20. století, tedy nedávno. 
Poprvé jej zhotovil jako šperk Švéd Kari Erlands, kovář ze západní Dalarny, někdy koncem devadesátých let 20. století. Erlands tvrdil, že jeho výrobek je přesnou kopií ochranné runy, která byla nalezena na farmě jeho rodičů. Toto tvrzení nebylo nijak prokázáno a žádný další exemplář ze staršího období nalezen nebyl, natož z doby vikinské, z které by takzvaný trollí kříž měl vycházet. Dalším možným vysvětlením je, že Erlandsův kříž je reprodukcí rodinného nebo domovního ochranného znaku, který mohl runu připomínat. Nad dveře nebo okna se vyřezával symbol kříže, který měl bránit vstupu zlých sil (doslova trollům) do domu, a měl tak chránit zdraví a majetek jeho obyvatel. 
Od 90. let se design trollího kříže rozšířil a zpopularizoval v moderní kultuře jako údajný švédský (i norský) folklorní symbol nebo pohanský magický amulet z doby vikingů. Obchodníci a další výrobci často soudí, že trollí kříž má nějakou spojitost s runou othala (ᛟ) z germánského futharku prostého, vzhledově velmi podobnou, a přisuzují kříži stejné významy jako jsou přičítány této runě.

## Galerie

Varianty trollího kříže: